# Madame Beudets sonniges Lächeln
Madame Beudets sonniges Lächeln (im Original französisch La souriante Madame Beudet, deutscher Alternativtitel: Das Lächeln der Madame Beudet) ist ein französischer Avantgardefilm von Germaine Dulac aus dem Jahr 1923, den Charles Delac und Marcel Vandal mit ihrer Filmgesellschaft Colisée Films produzierten. Dulac schrieb auch das Drehbuch, zu welchem ihr ein Theaterstück von Denys Amiel und André Obey als Vorlage diente. Der Film gilt als einer der ersten feministischen Stummfilme der Filmgeschichte.

## Handlung
Madame Beudet lebt mit ihrem Mann, einem Tuchhändler, in der französischen Provinz. Ihr Eheleben ist eintönig und unausgefüllt, sodass sie sich in Tagträumereien flüchtet. Während sie eher in sich gekehrt, musisch und empfindsam ist, ist Monsieur Beudet eine rohe Natur ohne viel Feingefühl, die gern den „Herrn im Haus“ herauskehrt.
Als Madame Beudet sich einmal weigert, mit ihm eine Aufführung von „Faust“ zu besuchen, weil sie merkt, dass ihren Mann an dem Theaterstück nur das blonde Gretchen interessiert, nimmt er statt ihrer den Klavierschlüssel mit ins Theater, sodass sie nicht spielen kann – als Strafe für ihre Aufsässigkeit.
Madame Beudets Mann hat zudem einen merkwürdigen Sinn für Humor. In der Schreibtischschublade versteckt er einen ungeladenen Revolver, den er sich ab und zu, wenn er seine Frau erschrecken will, an den Kopf hält, als wolle er sich erschießen.
Eines Tages erträgt Madame Beudet diese Provokation nicht mehr. Heimlich steckt sie ihm eine Patrone in die Trommel seines Revolvers. Doch schon am anderen Tag tut es ihr wieder leid und sie versucht, die Waffe wieder zu entladen, was ihr jedoch nicht gelingt. Als ihr Mann den Revolverlauf beim nächsten Mal nicht wie gewöhnlich auf seinen Kopf, sondern gegen sie richtet und dann auch noch abdrückt, geht der Schuss los. Zum Glück trifft er nicht sie, sondern nur eine Vase. Nun ist es Monsieur Beudet, der denkt, seine Frau wollte Selbstmord begehen. Er gesteht ihr: „Wie sollte ich ohne dich leben können?“
Die letzte Szene zeigt Madame Beudet, wie sie schweigsam mit ihrem Mann die Straße hinuntergeht. Wieder fällt das Paar zurück in seinen Alltagstrott.

## Hintergrund
Das Bühnenstück, das dem Film zugrunde liegt, wurde am  16. April 1921 im Nouveau Théâtre in Paris uraufgeführt. Der Co-Autor André Obey war für die kinematographische Adaption verantwortlich. Kurt Tucholsky erwähnt das Stück in seinem Aufsatz „Der General in der Comédie“, den er als Ignaz Wrobel in Die Weltbühne veröffentlichte.
Der Film entstand zwischen 1921 und 1922, wurde aber erst am 9. November 1923 in Paris uraufgeführt. In Deutschland hatte der Film am 28. Juni 1976 bei den 27. Internationalen Filmfestspielen Berlin seine Premiere. Dort lief er beim 7. Internationalen Forum des jungen Films im Kino „Atelier am Zoo“.

## Kritiken (Auswahl)
Der Film wurde unter anderem besprochen von Emile Vuillermoz in Le Temps vom 19. Februar 1923: „Der Film ist eine außerordentliche Herausforderung gegenüber der guten Tradition unserer Studios. Es fehlt ihm die Handlung in dem Sinne, wie sie von unseren Regisseuren verstanden wird. Er enthält nur eine Aneinanderreihung von psychologischen Beobachtungen, von unbarmherziger Exaktheit zwar, aber von einer Subtilität, die mit der traditionellen Filmsprache nicht vermittelt werden kann.“
Albert Bonneau schrieb in Cinémagazine (Paris), Nr. 26 vom 29. Juni 1923:
„Das berühmte Stück von Denys Amiel und André Obey konnte gar nicht besser für die Leinwand adaptiert werden. Bestimmte Bilder genießt man wegen des Humors, andere, weil die intensiven Gefühle aufs Beste mit der Ironie kontrastieren. Die Interpretation ist beachtenswert: Germaine Dermoz spielt ihre Rolle mit großem Talent. Arquillière hat einen Beudet gespielt in der besten Tradition Balzacscher Personen. Die stets amüsante Madeleine Guitty und der ausgezeichnete Schauspieler Jean d’Yd haben zwei äußerst humoristische Figuren geschaffen.“
Jean de Mirbel schrieb in Cinémagazine (Paris), Nr. 45 vom 9. Dezember 1923: „Es mußte eine große Schauspielerin gefunden werden, um die so verschiedenartigen Gefühlsregungen von Madame Beudet sichtbar zu machen. Es ist Madame Dermoz, die Wahl der Regisseurin konnte nicht besser sein. In ihrer Rolle als unverstandene, rachsüchtige Ehefrau hat diese schöne Interpretin eine Figur geschaffen, die zu den herausragendsten auf unseren Leinwänden gehört. Arquillère macht aus Beudet eine pittoreske Erscheinung. Die immer amüsante Madeleine Guitty, Jean d’Yd und Mademoiselle Grisier spielen die drei Nebenrollen voller Feingefühl. Sehr gewagte Kameraaufnahmen und Regieführung, exzellente Darstellung und die gewissenhafte Adaption haben den Film La Souriante Madame Beudet zum Erfolg geführt, ein Erfolg für Germaine Dulac und auch für Louis Aubert, der die ausgezeichnete Idee hatte, diesen Film herauszubringen.“
Der Kritiker der Kinemathek (Nr. 93, 39. Jg., Oktober 2002) schrieb: „Durch das stilbewußte Experimentieren mit einer Fülle filmischer Techniken, die von Überblendungen, die Handlung durchsetzenden Abblenden, dem Einsatz von Weichzeichner, Doppel- und Mehrfachbelichtung bis hin zu Zeitraffer- und Zeitlupenaufnahmen, beschleunigter Montage, dramatischen Lichteffekten, Bildmaskierungen, Zerrlinsen und anderen Manipulationen reichen, baut sie visuell eine äußerst dynamische Stimmung auf, um Mme. Beudets Welt der Imagination darzustellen.“

## Wiederaufführungen
Nachdem der Film im Jahr 2000 vom Niederländischen Filmmuseum restauriert worden war, wurde er am 9. Februar 2007 ein weiteres Mal auf dem Internationalen Filmfestival Berlin gezeigt. Arte sendete den Film am 21. April 2006 in der restaurierten Fassung und einer neuen Begleitmusik von Manfred Knaak, interpretiert durch das ensemble Kontraste. 2007 wurde der Film bei den StummFilmMusikTagen in Erlangen aufgeführt, ebenfalls mit der Musik von Manfred Knaak.